# Жорж Шабанель
Жорж Шабанель (фр. Georges Chabanel, 14 березня 1908 — 23 вересня 1989, Лозанна) — швейцарський футболіст, що грав на позиції нападника. Відомий виступами за «Серветт», а також національну збірну Швейцарії.

## Клубна кар'єра
Грав у складі клубу «Серветт», починаючи з сезону 1925-26. Став з командою в тому сезоні чемпіоном Швейцарії. 
В 1927 році «Серветт» вперше з 1918 року не зумів виграти Західну лігу, поступившись одним очком «Білю». В наступному році клуб знову був другим у своїй лізі, суттєво поступившись за очками «Етуалю». Але того ж 1928 року «Серветту» вдалось вперше виграти Кубок Швейцарії. Шабанель не грав у фіналі проти «Грассгоппера» (5:1), але був учасником півфінальної гри проти «Ла Шо-де-Фон» (2:1).
в 1930 році «Серветт» з другого місця у своїй групі кваліфікувався у фінальний турнір чемпіонату Швейцарії, де виграв усі свої матчі і став чемпіоном Швейцарії після трирічної перерви.
Влітку 1930 року на честь відкриття стадіону «Стад-де-Шарміль» «Серветт» став організатором Кубка Націй, престижного футбольного міжнародного змагання. Запрошення отримали 12 провідних футбольних федерацій Європи того часу. Відмовились Англія і Португалія, а інші десять країн делегували своїх представників, причому, діючих чемпіонів або володарів національних кубків. Винятком стала лише Іспанія, яку представляв «Реал Уніон», що став шостим у чемпіонаті, але цей клуб був підсилений кількома гравцями з інших іспанських команд. Перед турніром в «Серветт» повернувся тренер Тедді Дакворт. В першому раунді клуб розгромно програв австрійській «Вієнні» з рахунком 0:7. Але формат змагань був таким, що команди, які поступились у першій грі, потрапляли в додатковий раунд. Господарі обіграли бельгійський «Серкль» (Брюгге) з рахунком 2:1 і вийшли в чвертьфінал, де переграли сильну італійську «Болонью» — 4:1. В півфіналі «Серветт» поступився з рахунком 0:3 угорському «Уйпешту», майбутньому чемпіону. В матчі за 3 місце швейцарці вдруге програли з великим рахунком «Вієнні» — 1:5. Шабанель грав у чотирьох матчах з п'яти, крім гри за 3 місце.
Після цього грав за клуб «Уранія» з Женеви. Фіналіст Кубка Швейцарії 1932. Забив переможний гол у півфінальному матчі у ворота «Лозанни» (2:1), грав у фіналі проти «Грассгоппера» (1:5).

## Виступи за збірну
В складі національної збірної Швейцарії зіграв один матч в 1930 році в Стокгольмі проти збірної Швеції (0:1).

## Титули і досягнення
- Чемпіон Швейцарії (2):

«Серветт»: 1925-1926, 1929-1930
- Володар Кубка Швейцарії (1):

«Серветт»: 1927-1928
- Фіналіст Кубка Швейцарії (1):

«Уранія»: 1931-1932